# Stanisław Wiszniewski
Stanisław Wiszniewski (ur. 20 stycznia 1909 w Warszawie, zm. 21 czerwca 1998 w Londynie) – oficer audytor Wojska Polskiego, działacz emigracyjny, minister Rządu RP na uchodźstwie.

## Życiorys
Na stopień podporucznika został mianowany ze starszeństwem z 1 stycznia 1933 i 4214. lokatą w korpusie oficerów rezerwy piechoty. W 1934 posiadał przydział w rezerwie do 32 pułku piechoty w Modlinie. W tym samym roku ukończył studia prawnicze na Uniwersytecie Warszawskim, a następnie aplikację sędziowską. Później, jako oficer rezerwy został powołany do służby czynnej. Z dniem 1 lutego 1938 został przemianowany na oficera służby stałej, w stopniu porucznika ze starszeństwem z 1 lutego 1938 i 1. lokatą w korpusie oficerów piechoty. W marcu 1939 pełnił służbę w Wojskowej Prokuraturze Okręgowej nr 10 w Przemyślu na stanowisku asystenta.
Po zakończeniu wojny obronnej 1939 przez Rumunię przedostał się w 1940 na Bliski Wschód, gdzie od maja tegoż roku służył w stopniu porucznika audytora w Sądzie Polowym nr 8 przy Samodzielnej Brygadzie Strzelców Karpackich. Od 1942 był natomiast sędzią Sądu Polowego przy 3 Dywizji Strzelców Karpackich.
Po II wojnie światowej pozostał na emigracji w Wielkiej Brytanii, pracował jako urzędnik w prywatnej firmie. Od 1950 był członkiem emigracyjnego Polskiego Stronnictwa Ludowego, od 1957 członkiem Zarządu Głównego PSL w Wielkiej Brytanii, w latach 1958-1959 wiceprezesem ZG PSL w Wielkiej Brytanii, kilkukrotnie członkiem sądu partyjnego i jego przewodniczącym w latach 1955-1958. W 1963 został wybrany członkiem Rady Naczelnej PSL. W 1968 został sekretarzem Naczelnego Komitetu Wykonawczego PSL, a w 1970 członkiem Egzekutywy Zjednoczenia Narodowego jako kierownik działu spraw polskiej akcji niepodległościowej w świecie. W latach 1972–1976 był ministrem sprawiedliwości w pierwszym i drugim rządzie Alfreda Urbańskiego. W latach 1986–1990 pełnił tę samą funkcję w pierwszym i drugim rządzie Edwarda Szczepanika. Był członkiem V, VI, VII i VIII Rady Narodowej RP (1973-1991), w VII Radzie wchodził także w skład Sądu Honorowego. Od 1975 do 1990 sprawował ponownie funkcję sekretarza NKW PSL.
W 1989 został przez Prezydenta RP na uchodźstwie odznaczony Krzyżem Komandorskim Orderu Odrodzenia Polski.

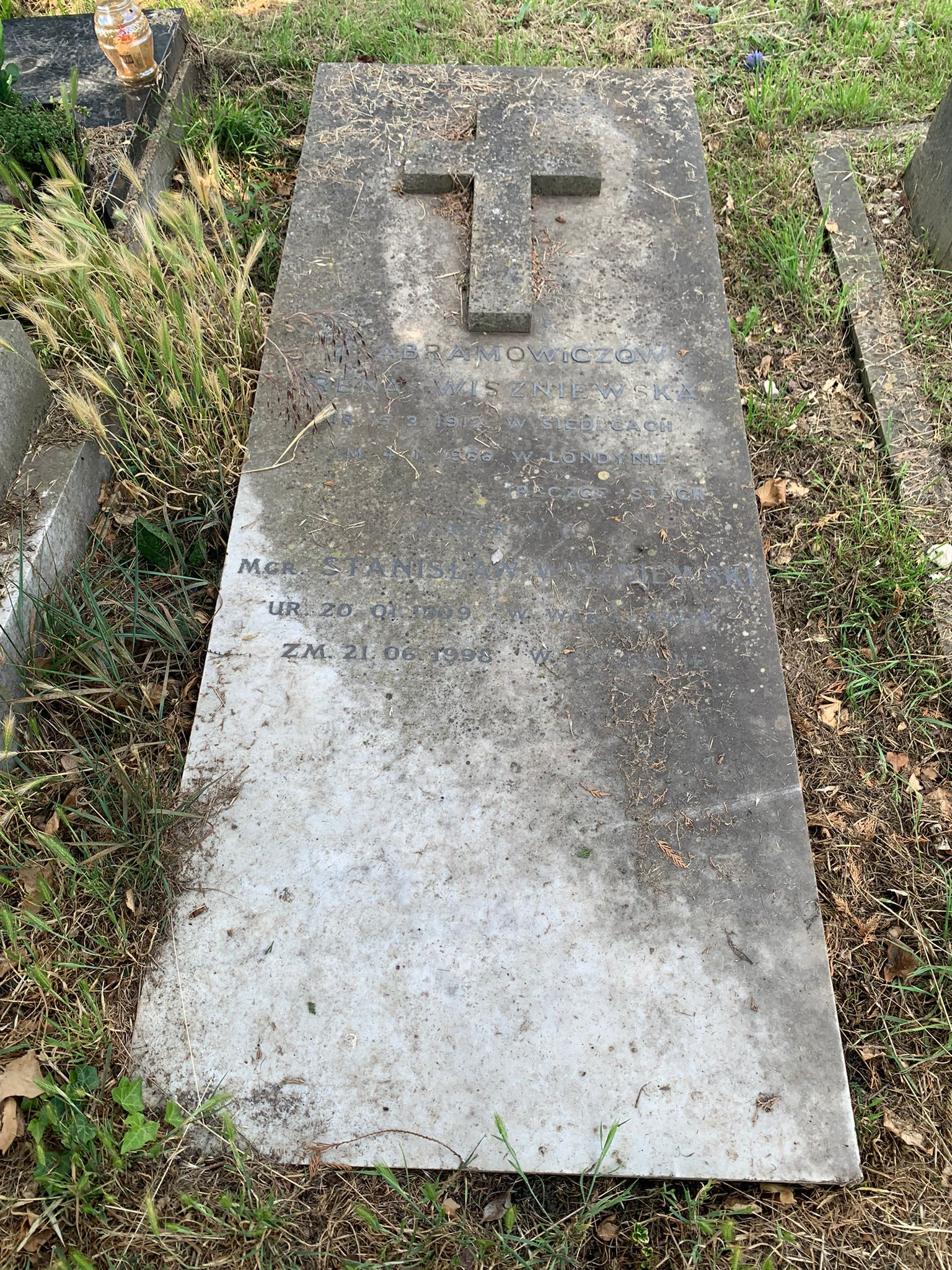
Grób Stanisława Wiszniewskiego

Pochowany na North Sheen Cemetery w Londynie (DG nr 271).